# Süd (Stralsund)
Süd ist ein Stadtgebiet im Süden von Stralsund. Es ist in die Stadtteile Andershof, Devin und Voigdehagen gegliedert. Im Jahr 2022 lebten hier 4.603 Menschen.

OSM-Karte des Stadtgebiets Süd (2023)

## Geschichte
Die drei Stadtteile entstanden aus den bis zum Jahr 1928 eigenständigen Orten Andershof, Devin und Voigdehagen; im selbigen Jahr wurden die Orte in den Stadtkreis Stralsund eingegliedert.
Die Stadtteile Andershof und Devin, beide am Strelasund gelegen, weisen sanierte sowie neu errichtete Mehr- und Einfamilienhäuser auf. Im Stadtteil Andershof, in dem die meisten Einwohner des Stadtgebiets Süd wohnen, existieren zudem Gewerbeflächen. An Devin, das wegen des Deviner Parks und der Naturschutzgebietes Halbinsel Devin als Naherholungsgebiet gilt, grenzen die Halbinsel Devin und der Deviner Wald. Der Stadtteil Voigdehagen hat seinen dörflichen Charakter erhalten.

## Verkehr
Hauptverkehrsachse ist die Greifswalder Chaussee, die auch die Anbindung an die Bundesstraße 96 bzw. die Bundesstraße 105 darstellt. Die Deutsche Bahn baut in Andershof den Haltepunkt Süd. Der Ostseeküstenradweg verläuft durch Andershof und Devin.

## Einwohner
| Jahr | Süd (gesamt) | Andershof | Devin | Voigdehagen | Stralsund (gesamt) |
| ---- | ------------ | --------- | ----- | ----------- | ------------------ |
| 1992 | 1.820        | 1.243     | 507   | 70          | 70.851             |
| 1996 | 2.245        | 1.596     | 553   | 96          | 63.860             |
| 2000 | 3.049        | 2.364     | 590   | 95          | 60.135             |
| 2004 | 3.583        | 2.862     | 626   | 95          | 58.283             |
| 2008 | 3.854        | 3.145     | 619   | 90          | 57.081             |
| 2012 | 3.918        | 3.255     | 586   | 77          | 57.338             |
| 2016 | 4.007        | 3.366     | 567   | 74          | 57.415             |
| 2020 | 4.579        | 3.918     | 576   | 85          | 59.290             |